# رالف بورکینشاو
رالف بورکینشاو (انگلیسی: Ralph Burkinshaw; ۲۶ مارس ۱۸۹۸ – ژوئن ۱۹۵۱ (۵۳ ساله)) بازیکن فوتبال اهل بریتانیا بود.
از باشگاه‌هایی که در آن بازی کرده‌است می‌توان به باشگاه فوتبال بری، باشگاه فوتبال گینزبورو ترینیتی، باشگاه فوتبال برادفورد سیتی، باشگاه فوتبال نورث‌همپتون تاون، باشگاه فوتبال ورکسام، و باشگاه فوتبال ساوت شیلدز اشاره کرد.